# 第22回インド国際映画祭
第22回インド国際映画祭（だい22かいインドこくさいえいがさい、22nd International Film Festival of India）は、1991年1月10日から同月20日までマドラスで開催された。1988年8月の情報・放送省による決定で、コンペティション部門は非開催となっている。この年は韓国映画が特集されたほか、長年の映画界での活動を称え、ロバート・アルトマン、V・シャンタラム、サシャダール・ムカルジー、シャンカル・ナーグ、アルンダティ・デーヴィ、マンモーハン・クリシュナの表彰が行われた。

## 非コンペティション部門
- 世界の映画部門
- インド・パノラマ部門（長編映画）
- インド・パノラマ部門（非長編映画）
- インド・パノラマ部門（メインストリーム映画）